# Andeer
Andeer ([ɐnˈder]ⓘ) ist eine politische Gemeinde in der Region Viamala des Kantons Graubünden in der Schweiz. Per 1. Januar 2009 wurden die bisher selbstständigen Gemeinden Clugin und Pignia mit der Gemeinde Andeer fusioniert. Es ist die grösste Gemeinde im Schams.

## Geographie
Andeer liegt im Schamsertal (Romanisch: Val Schons) am Hinterrhein. Durch seine verkehrstechnisch günstige Lage ist Andeer die bevölkerungsstärkste Gemeinde im Kreis Schams.
Nachbargemeinden sind Ferrera, Muntogna da Schons, Sufers, Surses und Zillis-Reischen.

## Geschichte

Luftbild aus 2000 m Höhe von Walter Mittelholzer von 1925

Das Dorf wurde 1208 als Anders erwähnt. Münzfunde aus der frühen Kaiserzeit weisen darauf hin, dass die Römer wohl schon bei der Eroberung ihrer Provinz Raetia ab 15 v. Chr. in Andeer vorbeikamen. Man nimmt an, dass die damalige Ansiedlung mit dem Namen Lapidaria bereits damals ein wichtiger Etappenort auf der Reise über die Alpen wurde.
Eisen- und römerzeitliche Funde sowie frühgeschichtliche Gräber am Eingang zur Roflaschlucht sprechen gegen die früher postulierte Höhenumgehung. Die Entwicklung Andeers im früh besiedelten Schams fand ihre Grenzen in der grossen Wildwassergefahr. 1834 und 1868 beispielsweise kam es zu Hochwassern. Mitte des 12. Jahrhunderts wird die Siedlung ad Bargone als Zentrum eines Hofs in Andeer genannt. Mitte des 13. Jahrhunderts belehnte das Bistum Chur die Freiherren von Vaz mit dem Grosshof. Die Herrschaftsrechte im Schams hatten nacheinander die Vazer, die Werdenberger und ab 1456 wieder Chur inne. 1458 kaufte sich das Tal aus.
Südlich des Dorfes, beim Weiler Bärenburg, liegen die Ruinen der einstigen Burg Bärenburg.
Kirchlich gehörte Andeer zu St. Martin in Zillis. Eine vermutlich nach 700 errichtete Kapelle St. Stephan in der Roflaschlucht ist abgegangen. Die 1419 erwähnte Kapelle St. Michael erhielt 1480 eine Kuratkaplanei. Um 1530 reformiert, löste sich Andeer kirchlich 1601 vollständig von Zillis. Der Ausbau des Wegs 1473 durch die Viamala und die 1593 Eröffnung der Sust der Port Schams erhöhten den Anteil am Verkehr über Splügen- und San-Bernardinopass. Erz wurde bis ins 19. Jahrhundert abgebaut und verhüttet. Bis 1851 war Andeer eine Nachbarschaft der Gerichtsgemeinden Schams und bildete mit Pignia, Ausser- und Innerferrera ein kleines (Zivil-)Gericht.
Neben Viehwirtschaft (1831 erste Viehversicherung des Kantons) boten der nach dem Bau der Fahrstrasse 1818 bis 1823 erneute Verkehrsaufschwung und ab 1829 das Heilbad Erwerbsmöglichkeiten. Andeer löste im 19. Jahrhundert Zillis als Zentrum des Schams ab. Die Eröffnung der Gotthardbahn 1882 führte das Dorf durch den Verlust des Transitverkehrs in die Wirtschaftskrise. Im 19. Jahrhundert wanderten Zuckerbäcker aus Andeer ins zaristische Russland aus. Im 20. Jahrhundert waren Arbeitsplätze vor allem in drei Granitsteinbrüche, in der Zentrale der 1962 in Betrieb genommen Kraftwerke Hinterrhein, im 1982 neu erbaute Heilbad sowie im Wander- und Badetourismus (1986 540 Fremdenbetten, wovon 46 Prozent in Zweitwohnungen) zu finden. 1990 waren 54 Prozent der Arbeitsplätze im dritten und 37 Prozent im zweiten Erwerbssektor.

## Wappen
| Wappen von Andeer | Blasonierung: «In Silber (Weiss) auf schwarzem Schildfuss im Zinnenschnitt ein aufrecht stehender schwarzer, rot bewehrter Bär» |
| Wappen von Andeer | Redendes Wappen, bezogen auf die Burg Bärenburg, das historische Verwaltungszentrum der Talschaft.                              |

## Bevölkerung
| Bevölkerungsentwicklung | Bevölkerungsentwicklung | Bevölkerungsentwicklung | Bevölkerungsentwicklung | Bevölkerungsentwicklung | Bevölkerungsentwicklung | Bevölkerungsentwicklung | Bevölkerungsentwicklung | Bevölkerungsentwicklung | Bevölkerungsentwicklung | Bevölkerungsentwicklung | Bevölkerungsentwicklung | Bevölkerungsentwicklung | Bevölkerungsentwicklung | Bevölkerungsentwicklung | Bevölkerungsentwicklung |
| ----------------------- | ----------------------- | ----------------------- | ----------------------- | ----------------------- | ----------------------- | ----------------------- | ----------------------- | ----------------------- | ----------------------- | ----------------------- | ----------------------- | ----------------------- | ----------------------- | ----------------------- | ----------------------- |
| Jahr                    | 1803                    | 1850                    | 1880                    | 1900                    | 1950                    | 1960                    | 1980                    | 1990                    | 2000                    | 2005                    | 2010                    | 2012                    | 2020                    | 2021                    | 2022                    |
| Einwohner               | 402                     | 591                     | 601                     | 499                     | 631                     | 988                     | 582                     | 593                     | 669                     | 724                     | 867                     | 883                     | 916                     | 915                     | 921                     |

### Sprachen
Ursprünglich sprachen die Einwohner Sutselvisch, eine bündnerromanische Mundart. Der Niedergang des Romanischen begann nach 1850. Dennoch gaben 1880 noch 65 % der Bewohner Romanisch als ihre Sprache an. Bis 1910 sank der Anteil auf 54 %, danach trat bis zum Beginn des Zweiten Weltkriegs eine Stabilisierung ein. Seither setzte ein starker Sprachwandel ein. 1970 waren noch 205 Personen romanischsprachig.
| Sprachen in Andeer GR |                   |                   |                   |                   |                   |                   |
| Sprachen              | Volkszählung 1980 | Volkszählung 1980 | Volkszählung 1990 | Volkszählung 1990 | Volkszählung 2000 | Volkszählung 2000 |
| Sprachen              | Anzahl            | Anteil            | Anzahl            | Anteil            | Anzahl            | Anteil            |
| Deutsch               | 364               | 62,54 %           | 446               | 75,21 %           | 542               | 81,02 %           |
| Rätoromanisch         | 144               | 24,74 %           | 87                | 14,67 %           | 61                | 9,12 %            |
| Italienisch           | 47                | 8,08 %            | 27                | 4,55 %            | 16                | 2,39 %            |
| Einwohner             | 582               | 100 %             | 593               | 100 %             | 669               | 100 %             |

Deutsch ist offiziell einzige Behördensprache. Da aber immerhin noch 22 % der Bewohner Romanisch verstehen, erhält man von der Gemeinde auch Auskünfte in Romanisch.

### Herkunft und Nationalität
Von den Ende 2021 915 Bewohnern waren 806 (= 88 %) Schweizer Staatsangehörige.

## Politik
Wegen der Grösse der Gemeinde ist Andeer die wichtigste Gemeinde im Wahlkreis Schams, bei den Grossratswahlen 2022 kamen ca. die Hälfte der Stimmen aus Andeer. Seit 2022 ist Silvio Kunfermann Gemeindepräsident von Andeer.

### Gemeindevorstand
| Funktion          | Name              |
| ----------------- | ----------------- |
| Gemeindepräsident | Silvio Kunfermann |
| Vorstandsmitglied | Martin Cantieni   |
| Vorstandsmitglied | Gerhard Caspar    |
| Vorstandsmitglied | Stefan Catrina    |
| Vorstandsmitglied | Rico Stoffel      |

### Grossratswahlen
Die Gemeinde Andeer wird von Grossrat Gian Michael (Die Mitte) aus dem Wahlkreis Schams vertreten. Da der Wahlkreis Schams nur einen Sitz zu vergeben hatte, bekam der Kandidat mit den meisten Stimmen den Sitz. Bei den Grossratswahlen vom 15. Mai 2022 betrugen die Stimmen in Andeer:
| Kandidat/in       | Partei       | Stimmen Andeer | Stimmen Schams |
| ----------------- | ------------ | -------------- | -------------- |
| Gian Michael      | Die Mitte    | 214            | 83             |
| Silvio Kunfermann | FDP          | 191            | 119            |
| Christina Roth    | SP und Grüne | 104            | 45             |
| Gertrud Günther   | SVP          | 41             | 17             |

### Nationalratswahlen
Bei den Nationalratswahlen 2023 betrugen die Wähleranteile in Andeer:
| SVP    | FDP    | Die Mitte | SP     | GLP   | Grüne | EDU   | EVP   | übrige |
| ------ | ------ | --------- | ------ | ----- | ----- | ----- | ----- | ------ |
| 27,7 % | 23,2 % | 22,5 %    | 17,2 % | 4,0 % | 3,4 % | 1,5 % | 0,1 % | 0,3 %  |

## Wirtschaft

### Gesteinsabbau
Bekannt ist der grüne Andeerer-Orthogneis (Handelsname: Andeerer Granit oder Verde Andeer), der am Rand des Dorfes von zwei Betrieben abgebaut und verarbeitet wird. Im petrografischen Sinne handelt sich um ein metamorphes Gestein. Das Gestein wird auch unter dem regionalen Begriff Rofnagneis geführt, weil es in der Rofnaschlucht aufgeschlossen ist. Die natürliche Lagerstättensituation führt dazu, dass der Andeerer Orthogneis in schräger Lage abgebaut werden muss. Durch das ausgeprägte Richtungsgefüge (Verschieferung) des Vorkommens kann man dieses Gestein „im Lager“ (wolkige Struktur) oder „gegen das Lager“ (mit streifiger Struktur) bekommen. Deshalb sind auch spaltraue Platten möglich. Eine Varietät hat ein leicht welliges Lagengefüge.
Die Firma Toscano baut das Gestein an zwei Stellen (Bärenloch und Parsagna) ab. International bekannt ist der Verde Andeer vor allem wegen seiner Verwendung für Grabsteine und -platten sowie in der Innenausstattung. Der typische grüne Farbton ist unter den Natursteinen nahezu konkurrenzlos. Er stammt von den Mineralen Phengit (hellgrün) und Chlorit (dunkelgrün).
Der Abraum wird fast zu 100 % verwendet. Dabei entstehen Mauersteine, Zuschläge für die Betonindustrie oder für Strassen- und Eisenbahnschotter. Bis auf grosse Rohtafeln werden alle Arbeiten im Ort durchgeführt.

Der Gneis von Andeer
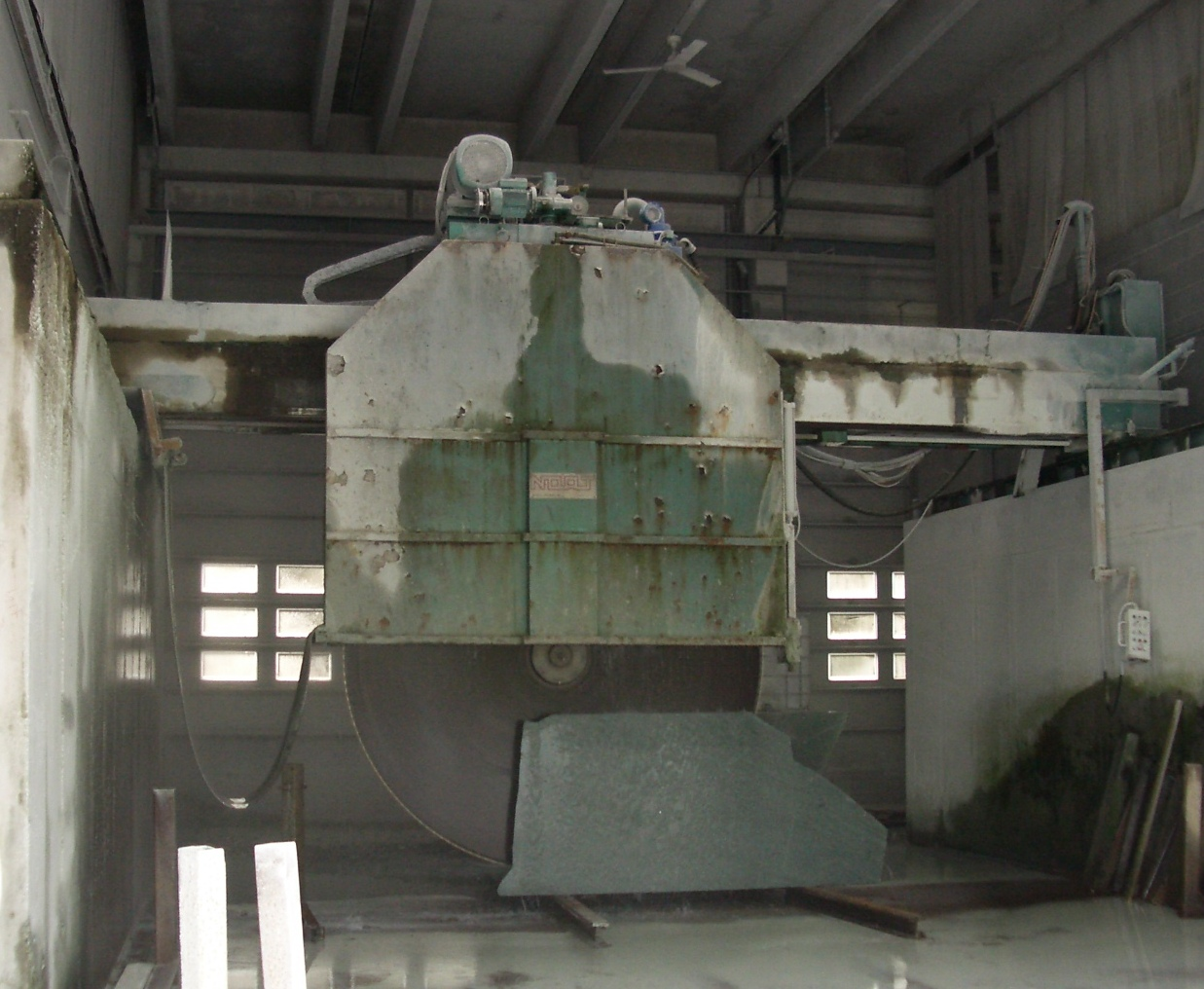
Blockbearbeitung mit der Diamantkreissäge
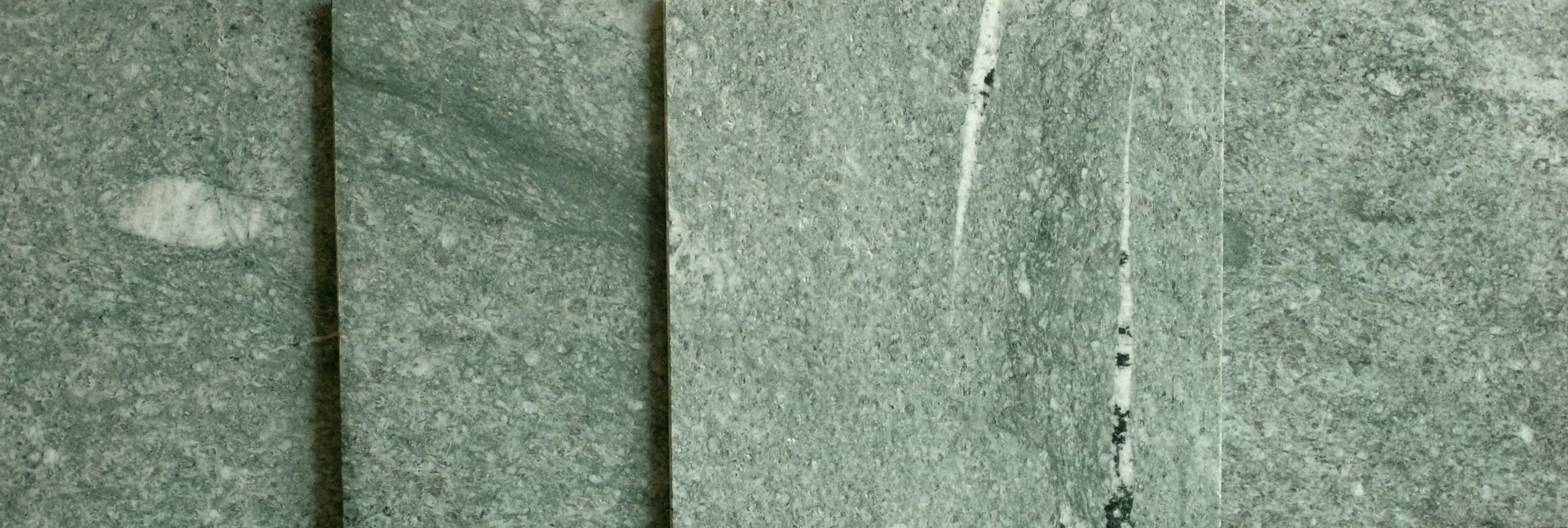
Gneis Verde Andeer mit häufigen Strukturmerkmalen
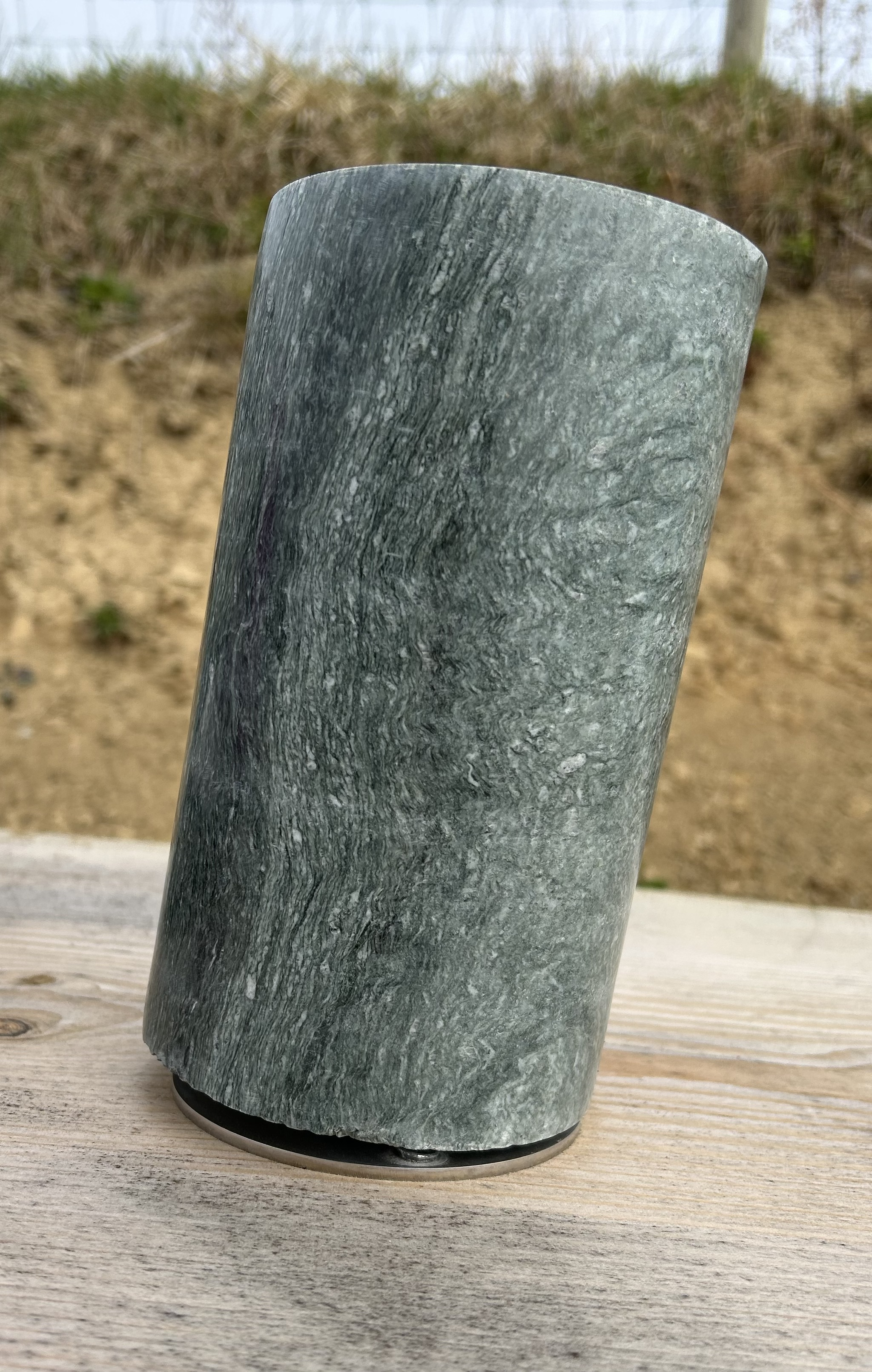
Einzelstück aus Verde Andeer Gneis

Am alten San Bernardinopass ist ein neuer Steinbruch aufgeschlossen, in dem eine silbergraue Variante des Orthogneises abgebaut wird. Durch die unkomplizierte und den einheimischen Rohstoffen gegenüber aufgeschlossene Genehmigungsstruktur in der Schweiz ist es möglich, Natursteinsorten neu zu erschliessen und abzubauen. Das Material kam unter dem Handelsnamen Rhein-Quarzit in den Handel.

### Lebensmittel
Ein anderes Produkt aus Andeer sind die Käse der lokalen Sennerei. Diese wurde 2000 geschlossen, aber ein Jahr später wiedereröffnet. Fünf Landwirte liefern jährlich 360'000 kg Milch ab, aus denen verschiedene Milchprodukte hergestellt werden.
2010 hat der Andeerer Traum bei den Championship Cheese Contest in Wisconsin USA die Goldmedaille in der Kategorie „Geschmierte Hartkäse“ errungen.

### Tourismus
Heute ist der Tourismus sehr wichtig für das Dorf. Alte Häuser und Strassen sowie einige kulinarische Spezialitäten ziehen Touristen an. Übernachtungsmöglichkeiten gibt es in fünf Hotels, zahlreichen Ferienwohnungen und auf einem Campingplatz. Der Fernwanderweg Via Spluga (von Thusis nach Chiavenna in Italien) führt durch Andeer, das als Etappenziel dienen kann. Andeer ist im Übrigen zentral gelegen für Sommer- und Winterausflüge zum Schamser Berg, ins Avers und ins Hinterrheingebiet.

#### Roflaschlucht
Eine eindrückliche Familiengeschichte ist der Auslöser für die Erschliessung der Roflaschlucht. Anfang des 20. Jahrhunderts kehrte der Amerika-Auswanderer Christian Melchior-Pitschen in seine Heimat zurück und übernahm von seinen Eltern den Gastbetrieb an der Roflaschlucht. Inspiriert durch die Niagara-Fälle setzten sich Christian und seine Familie das Ziel, den Wasserfall in der Roflaschlucht als Touristenattraktion zu erschliessen und damit das Überleben der Familie zu sichern.
So begann er 1907, sich einen Weg in die Schlucht zu bahnen. Sieben Jahre arbeitete er an seinem Werk, und nach 8000 Sprengungen war es soweit: Die neue Felsengalerie führte zum Wasserfall im Zentrum der Schlucht. Damals wie heute ist die Unterquerung des tosenden Rheins ein eindrückliches Erlebnis. Am Eingang zur Roflaschlucht steht das historische Gasthaus mit Restaurant und einem kleinen Museum, das die Entstehungsgeschichte dokumentiert.

### Mineralquelle und MineralbadAquandeer
Bekannt ist Andeer für seine Heilquelle; das Mineralbad mit Wellnessbereich gehört zu den touristischen Hauptanziehungspunkten von Andeer.
Die Mineralquelle entspringt auf dem Boden der talabwärts von Andeer gelegenen Fraktion Pignia, bei der unterhalb dieses Dorfes an der Hauptstrasse gelegenen Häusergruppe Bogn (Bad; Postauto-Haltestelle). Das Wasser hat beim Austritt eine Temperatur von 18°; für das Mineralbad in Andeer wird es auf 34° erwärmt. Es weist eine hohe Mineralisation an Calcium, Magnesium und Sulfaten auf (Gesamtmineralisation: 2245,5 mg/l). Es handelt sich somit um ein leicht eisenhaltiges Gipswasser mit bemerkenswertem Magnesiumgehalt. Die Quelle liefert seit langer Zeit regelmässig etwa 200 Liter pro Minute; niederschlagsarme Jahre wirken sich nach einigen Jahren in Form eines verminderten Ausstosses aus.
Beim Trinken hat das Wasser entzündungshemmende und entquellende Wirkung auf die Gewebe, und es bewirkt eine verstärkte Harnausscheidung. Ferner werden günstige Auswirkungen bei Rekonvaleszenz und Rehabilitation nach Krankheiten, Operationen und Unfällen sowie bei vegetativen Regulationsstörungen genannt.
Früher war das Bad in der erwähnten Häusergruppe unterhalb von Pignia, seit 1882 wird das Wasser in einer etwa 1 km langen Leitung nach Andeer geleitet. 1968 wurde der veraltete Badebetrieb aufgegeben. In Anbetracht der grossen Bedeutung des Bades für die gesamte Wirtschaftsentwicklung von Andeer erfolgte 1981 die Gründung der Schamser Heilbad Andeer AG, und im Jahr darauf konnte das moderne Mineralbad eröffnet werden. 1996 kam ein Aussenbecken hinzu, das 2007 erneuert und mit einer attraktiven Beleuchtung versehen wurde. Diverse Wellness- und Therapie-Einrichtungen ergänzen das Bad.

## Sehenswürdigkeiten
- Die reformierte Kirche, wegen der Position auf einem Hügel sieht man sie von weitem.[16]
- Die Erweiterung Schulhaus und Turnhalle, 2005.[17]
- Haus Capol. Um 1941 auch Haus von A. Conrad,[18]
- Haus Padrun (auch bekannt als Graffitohaus), es ist das älteste Haus in der Gemeinde.[19][20]
- Haus Rosales mit Blashochofen.[21][22]
- «Gruobas Ursera», historische Seilbahnplattform.[23]

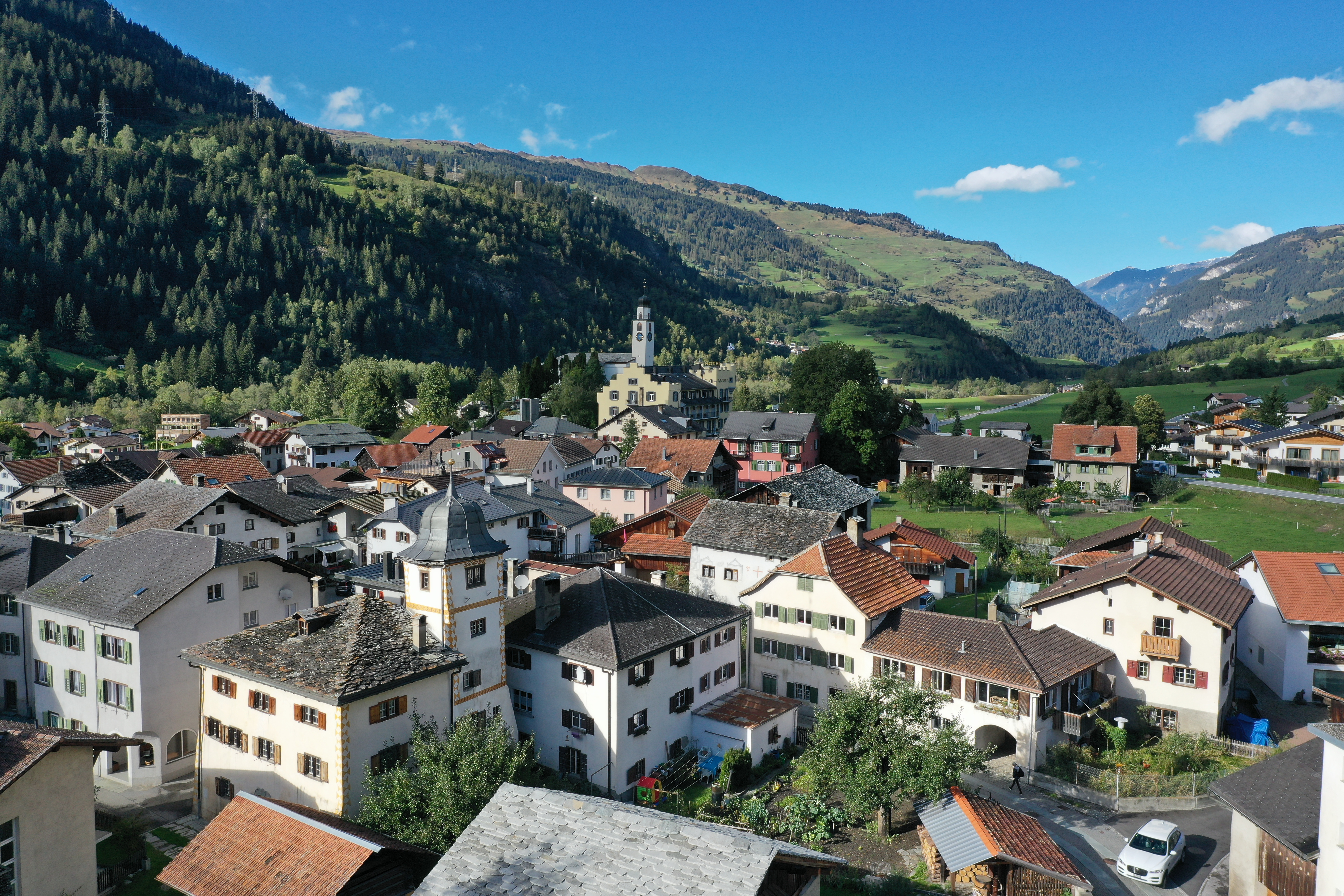
Andeer im Schams 2020
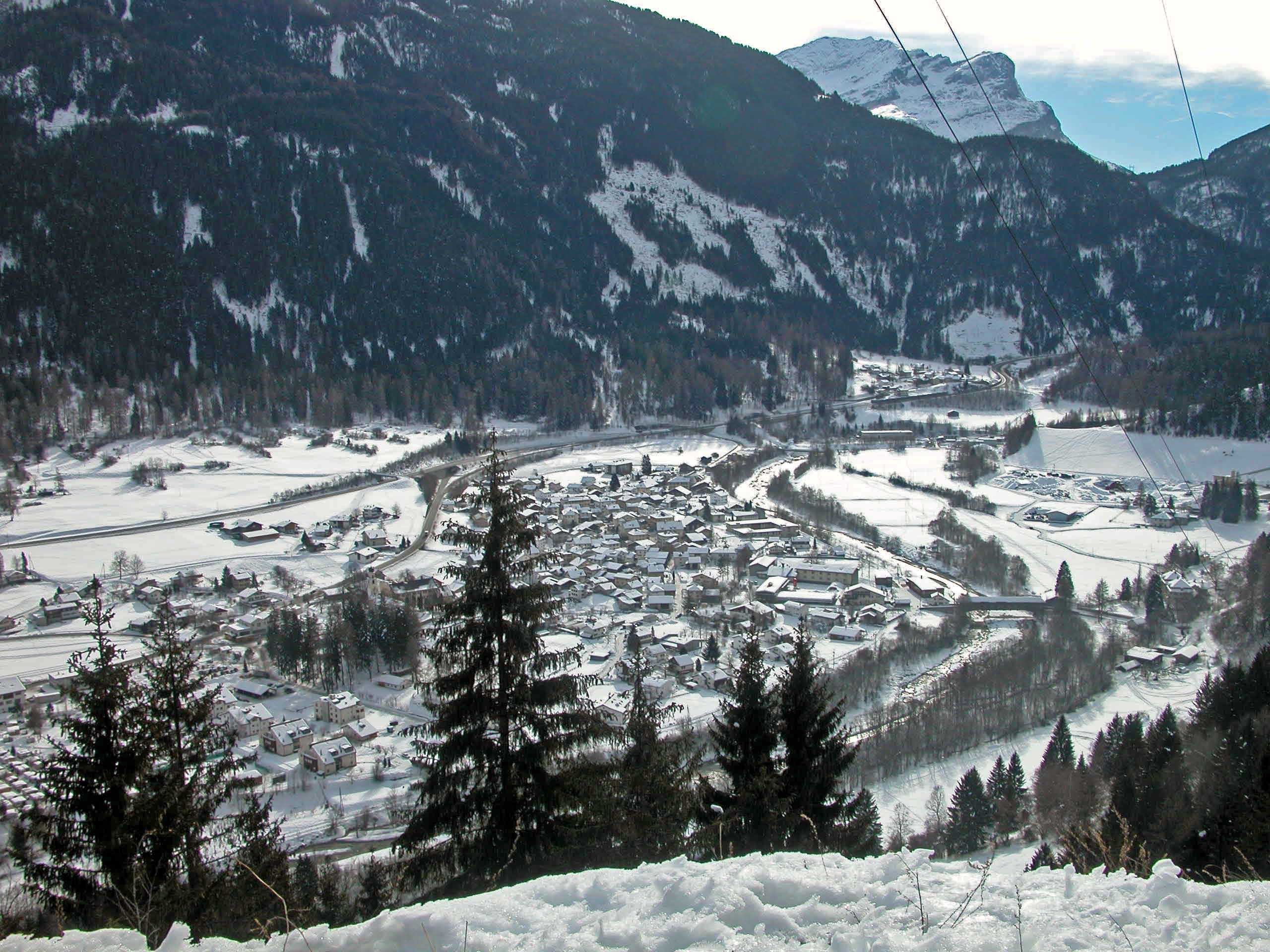
Blick auf Andeer im Winter
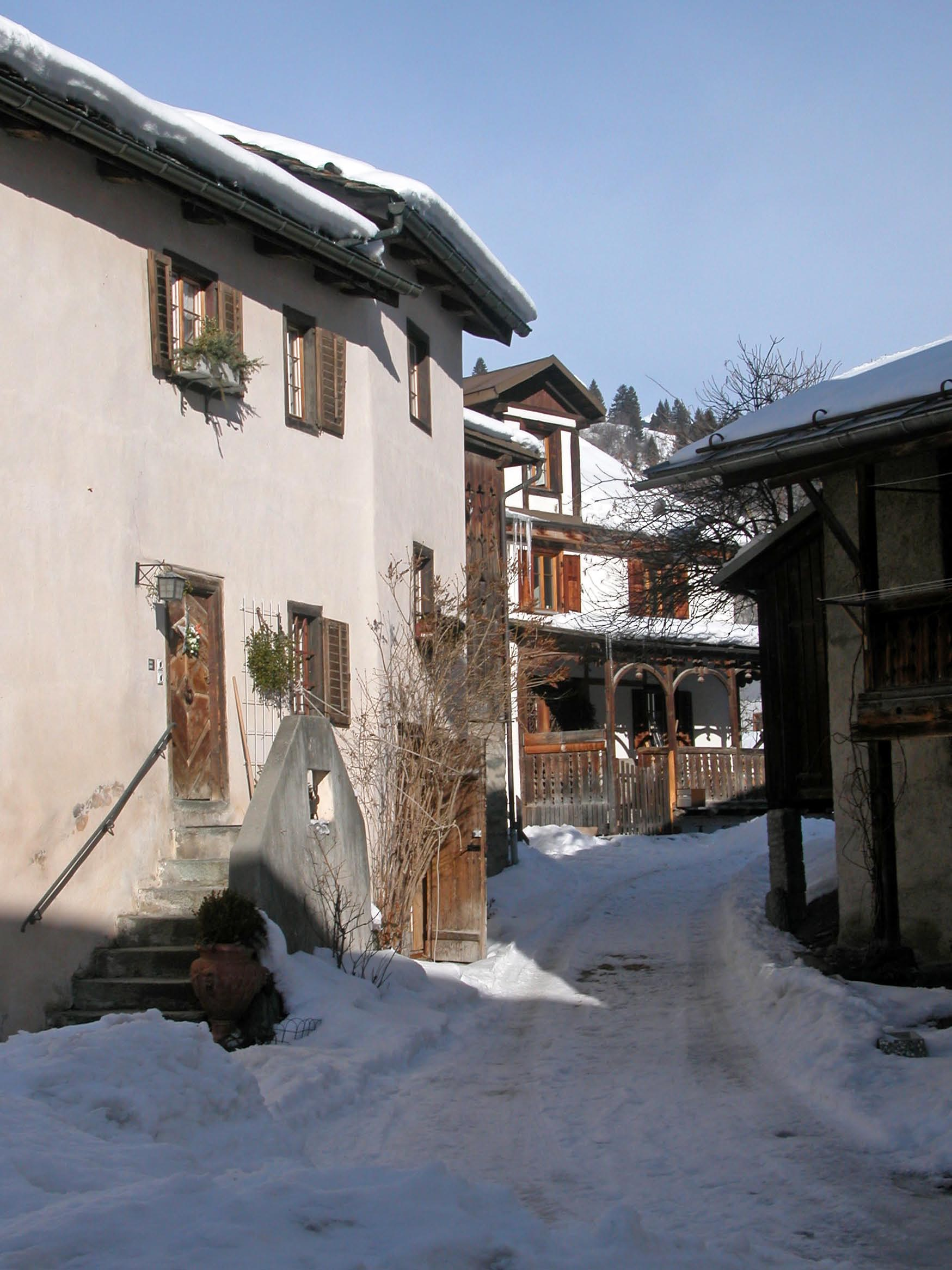
Andeer im Winter
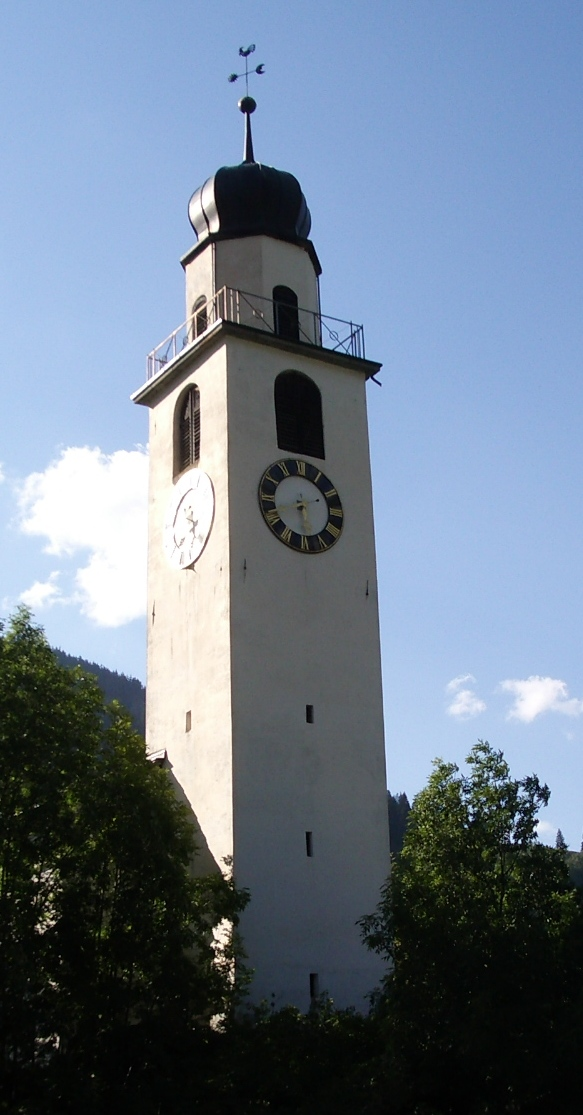
Reformierte Kirche Andeer
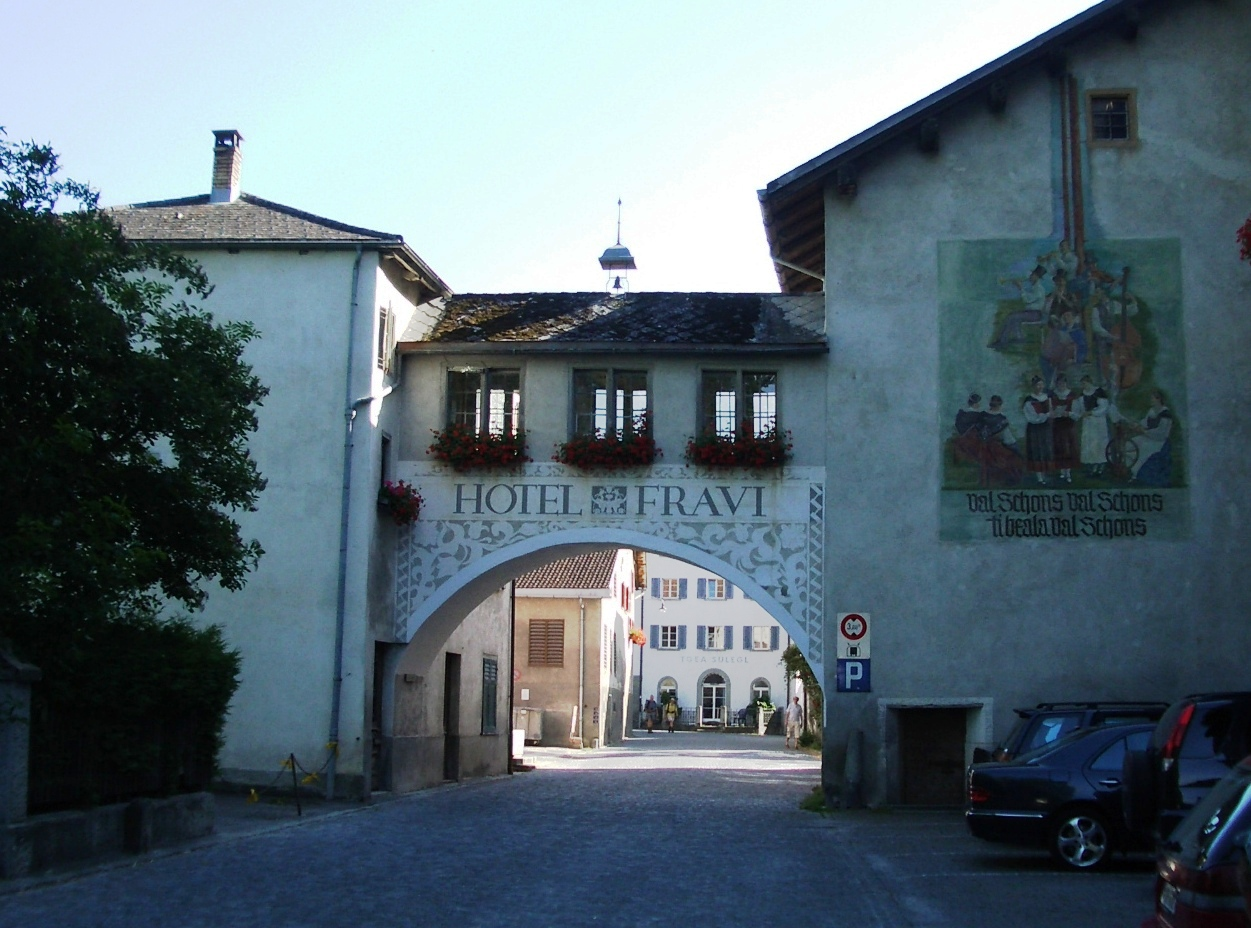
Andeer Hotel Fravi
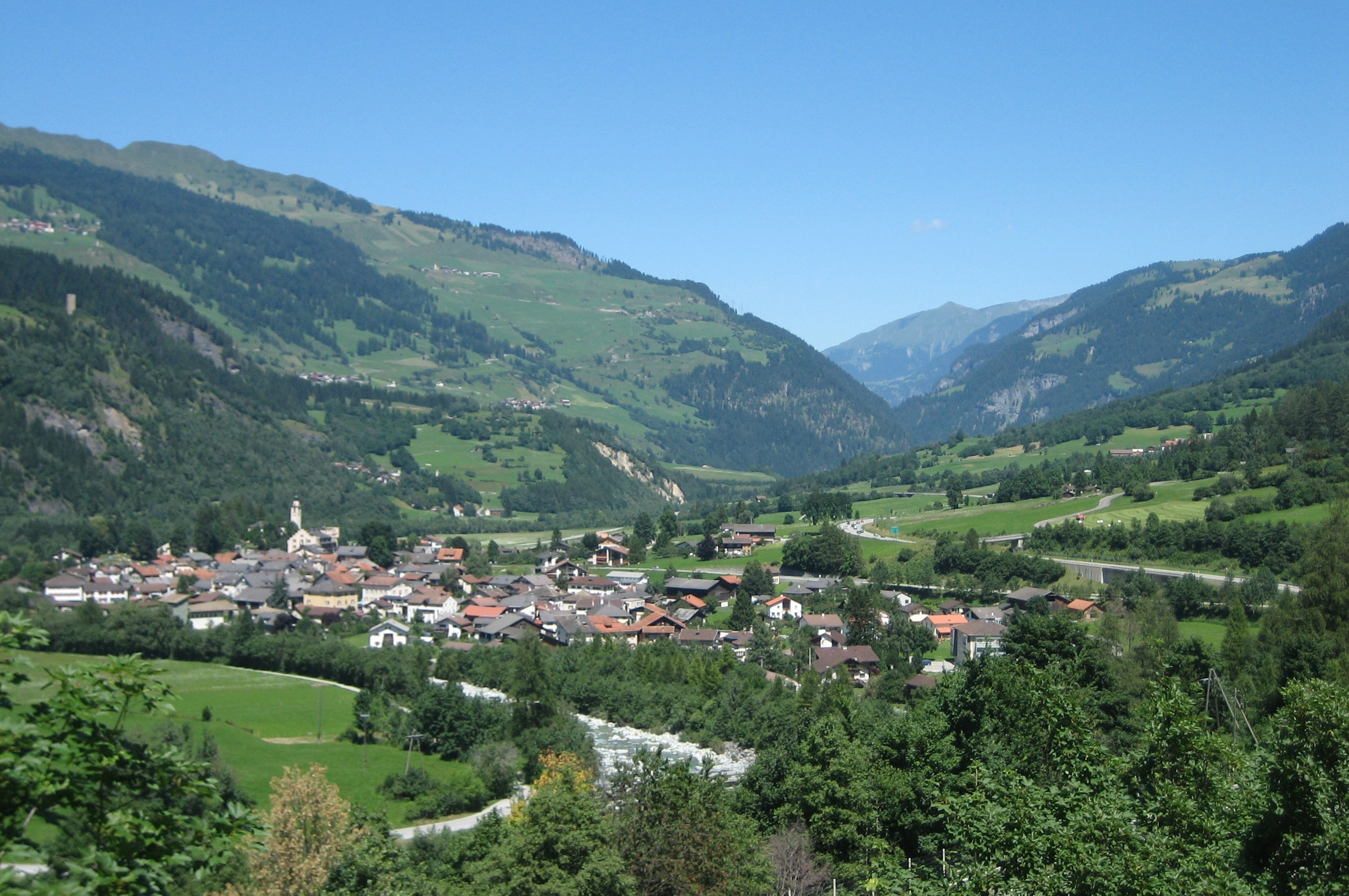
Schams (romanisch: Val Schons) mit Kurort Andeer

## Sonstiges
- Im Jahre 2003 wurde das Betagtenheim Hinterrhein und bis im Sommer 2005 auch die eine neue Turnhalle und ein Oberstufenschulhaus für den Kreis erbaut.[24]
- Eine wesentliche Einnahmequelle der Gemeinde stellen die Wasserzinsen der Kraftwerke Hinterrhein AG dar, nebst den bereits erwähnten Steinbrüchen.
- Seit 2022 findet jährlich im September das Kammermusikfestival musicaAndeer mit Musikern wie Christian Zacharias, Paul Lewis, Esther Hoppe, Michael Barenboim oder Kristian Bezuidenhout statt.[25]

## Personen der Gemeinde
- Hans von Capol (gest. 1620 im Veltlinermord in Tirano), Erbauer des Patrizierhauses Capol in Andeer
- Mattli Conrad oder Conradi (1745–1832), reformierter Pfarrer, Romanist und Rätoromanist.
- Nikolaus Mani (1920–2001), Medizinhistoriker in Basel.

Auch der Vater von Moritz Conradi, dem Mörder des sowjetischen Diplomaten Wazlaw Worowski in der Conradi-Affäre, stammte aus dem Ort.